# Dieter Nohlen
Dieter Nohlen (Oberhausen, 6 de novembre de 1939) és un politòleg i professor universitari alemany. Ostenta la posició de professor emèrit de Ciència política, a la facultat d'Economia i Ciències socials de la Universitat de Heidelberg. És considerat com a expert en sistemes electorals i desenvolupament polític i, en aquest sentit, ha publicat diversos llibres.

## Obres
Alguns dels llibres que ha publicat són:
- Electoral systems of the world (en alemany, 1978)
- Lexicon of politics (set volums)
- Elections and Electoral Systems (1996)
- Elections in Africa: A Data Handbook (1999 amb Michael Krennerich i Berhard Thibaut)
- Elections in Asia and the Pacific: A Data Handbook (2001 amb Florian Grotz i Christof Hartmann)
- Voter Turnout Since 1945: A Global Report (2002 amb Bengt Save-Soderbergh)
- Electoral law and party systems (2004)
- Electoral systems and party politics (2004)
- Elections in the Americas: A Data Handbook (2005)
- Elections in Europe: A Data Handbook (2010 amb Philip Stoever)